# Polonezköy
Polonezköy (także Adampol; nazwa turecka oznacza „polska wieś”) – wieś w Turcji, założona w połowie XIX wieku, licząca 346 mieszkańców (2022 r.). Osada polskich imigrantów na obrzeżach Stambułu, położona po azjatyckiej stronie cieśniny Bosfor, w dystrykcie Beykoz, na północny wschód od centrum metropolii. Do około 1960 roku typowa wieś rolnicza, w której obok języka tureckiego używano także polszczyzny i pielęgnowano polskie obyczaje. W drugiej połowie XX wieku miejscowość zmieniła charakter na typowo turystyczny i obecnie składa się głównie z hoteli. Na wójta Polonezköy wybiera się tradycyjnie Polaka, jednak językiem polskim posługują się już tylko najstarsi mieszkańcy, a osoby pochodzenia polskiego stanowią mniejszość (ok. 1/3).

## Historia
W 1841 roku Michał Czajkowski przybył nad Bosfor, mianowany przez księcia Adama Czartoryskiego szefem Agencji Głównej Misji Wschodniej Hotelu Lambert. Jej celem było przeciwstawianie się rosyjskim wpływom w Turcji. W tym samym czasie w Turcji przebywało wielu emigrantów, byłych uczestników powstania listopadowego, którzy często nie mieli co z sobą począć i nie mieli środków do życia. Z inicjatywy ks. Adama Czartoryskiego Michał Czajkowski zakupił w okolicach położonych około 30 km od ówczesnego Stambułu nieuprawiane tereny, na których księża lazaryści zaczęli tworzyć wieś. 19 marca 1842 poświęcono pierwszą chatę, a wieś nazwano Adampolem na cześć Adama Czartoryskiego. Tak więc domniemywanie pochodzenia nazwy miejscowości od poety Adama Mickiewicza jest błędne. Oprócz powstańców listopadowych Czajkowski osiedlał we wsi także wykupionych z niewoli tureckiej i czerkieskiej jeńców-Polaków przymusowo wcielonych do armii rosyjskiej na Kaukazie.

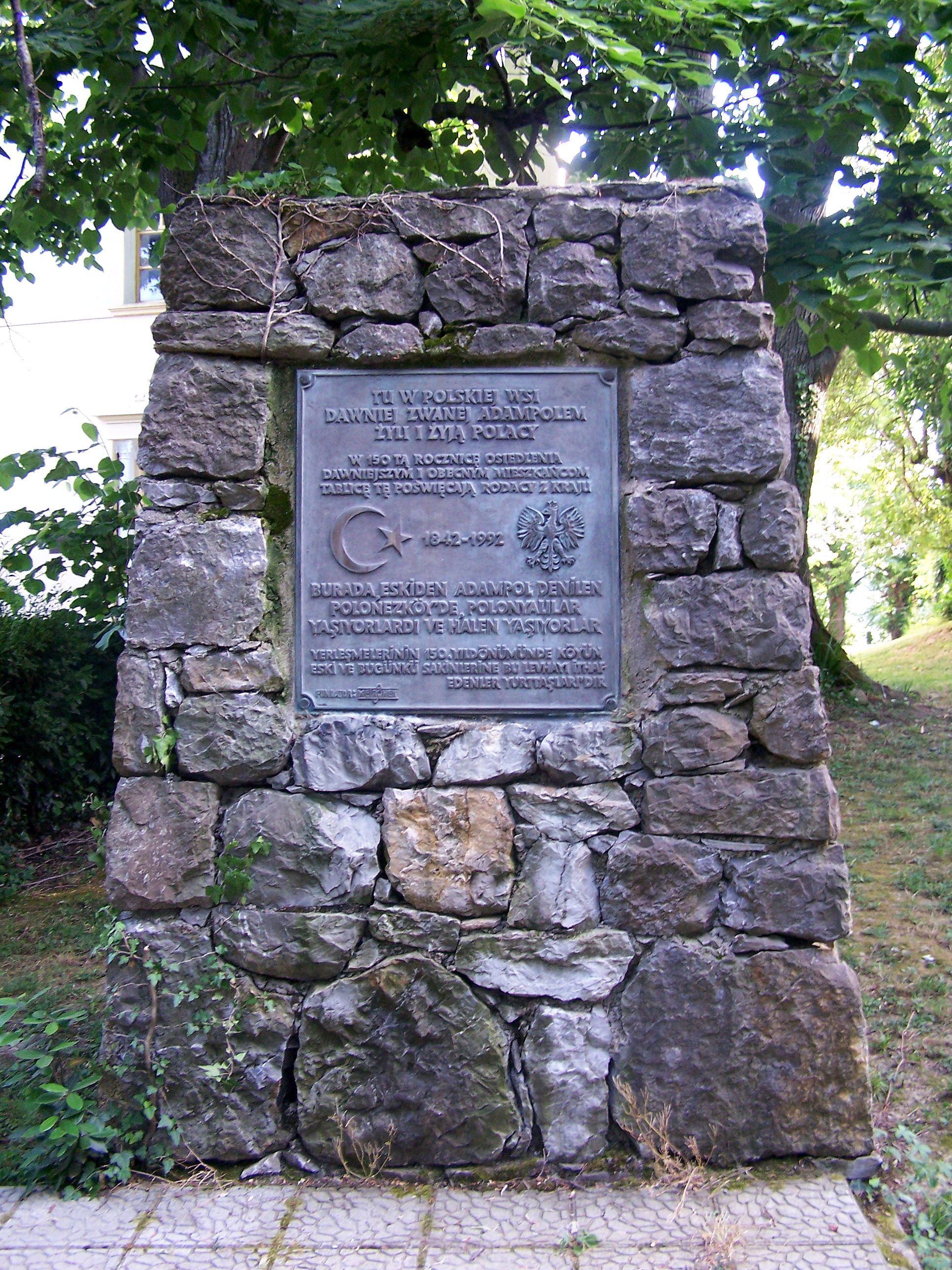
Tablica upamiętniająca 150-lecie Polonezköy

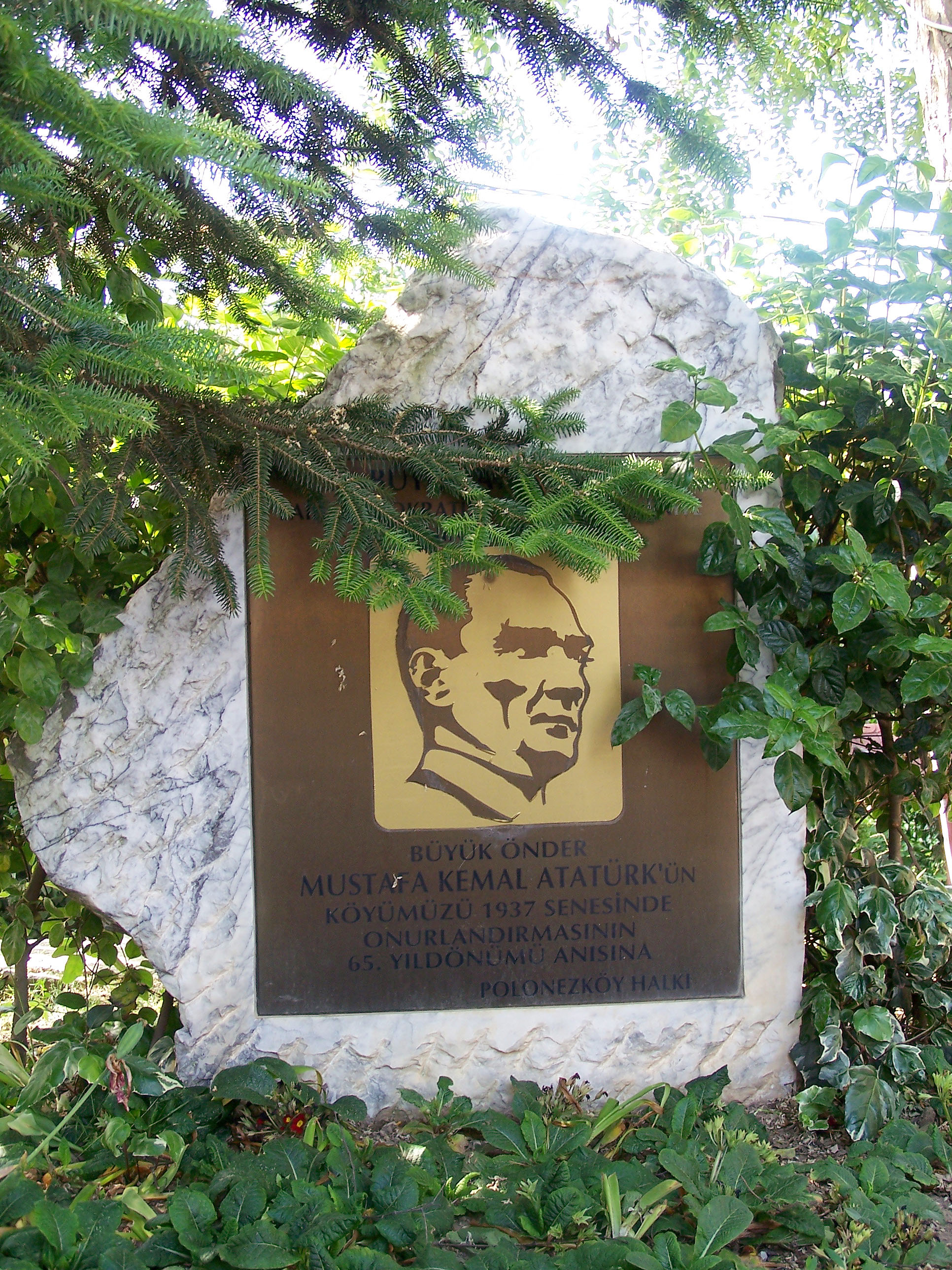
Tablica upamiętniająca 65. rocznicę wizyty Atatürka w 1937 r. w Polonezköy.

Fakt istnienia prawdziwej polskiej gminy gdzieś w świecie, w czasach, gdy samo państwo polskie nie istniało, był i ważny, i głośny. Do Adampola ściągali nie tylko Polacy, ale i pokrewne narodowości emigrujące z terenów carskiej Rosji. Język mieszkańców gminy był wbrew pozorom bardzo urozmaicony i zamiast języka polskiego składał się z wielu gwar regionalnych. Wpływ na taki stan rzeczy miało także sprowadzenie przez Czajkowskiego z terenów Bośni zakonu franciszkanów. Osadnictwo po 1856 roku pochodziło już w większości z obszarów etnicznie polskich, a na utworzenie się polskiego języka całej tej wspólnoty miało wpływ dopiero utworzenie polskiej szkoły. Adampol do 1883 był własnością księży lazarystów. Przejęty przez ród Czartoryskich na następne 85 lat (do 1968).
Adampol stał się nie tylko miejscem azylu dla polskich emigrantów, ale także ośrodkiem działalności politycznej polskiej emigracji.
Po odzyskaniu przez Polskę niepodległości w 1918 roku o wiosce znów było głośno. Stała się tak popularna, jak gdyby odkryto ją po raz drugi. Wieś zalewały dary z Polski. Wielu potomków osadników z Adampola powróciło w tym okresie do ojczyzny.
W 1933 roku postawiono tu popiersie z polsko-tureckim napisem: „Naszemu Wieszczowi Adamowi Mickiewiczowi w rocznicę zgonu 1855–1933".
W 1937 roku Polonezköy odwiedził Mustafa Kemal Atatürk współtwórca i pierwszy prezydent Republiki Turcji.
W czasach II wojny światowej władze tureckie starające się o neutralność swojego kraju zabroniły Polakom obchodów święta 3 Maja i zabrały znajdujący się we wsi sztandar będący dla Polaków relikwią. Najtrudniejsze czasy przyszły jednak po wojnie, gdy kontakty z komunistyczną wówczas Polską wyraźnie osłabły.
W 1979 roku Turcję odwiedził Jan Paweł II. Ponieważ papież nie przyjechał do Polonezköy, mieszkańcy wybrali się do Stambułu autokarami.
Przez ponad sto lat, aż do czasów nieuchronnej industrializacji tych obszarów spowodowanej rozrostem Stambułu, obyczaje polskie zachowały się w Adampolu w niezmienionej formie. Stanowił on prawdziwą oazę kultury staropolskiej. Sprzyjała temu wyraźna odrębność kulturowa otoczenia, utrudniająca asymilację, jakiej podlegały polskie osady znajdujące się w innych częściach świata oraz brak sprzeczności interesów, a więc i życzliwy stosunek władz tureckich. 150-lecie powstania wsi obchodzono w Turcji bardzo uroczyście.

## Znane miejsca

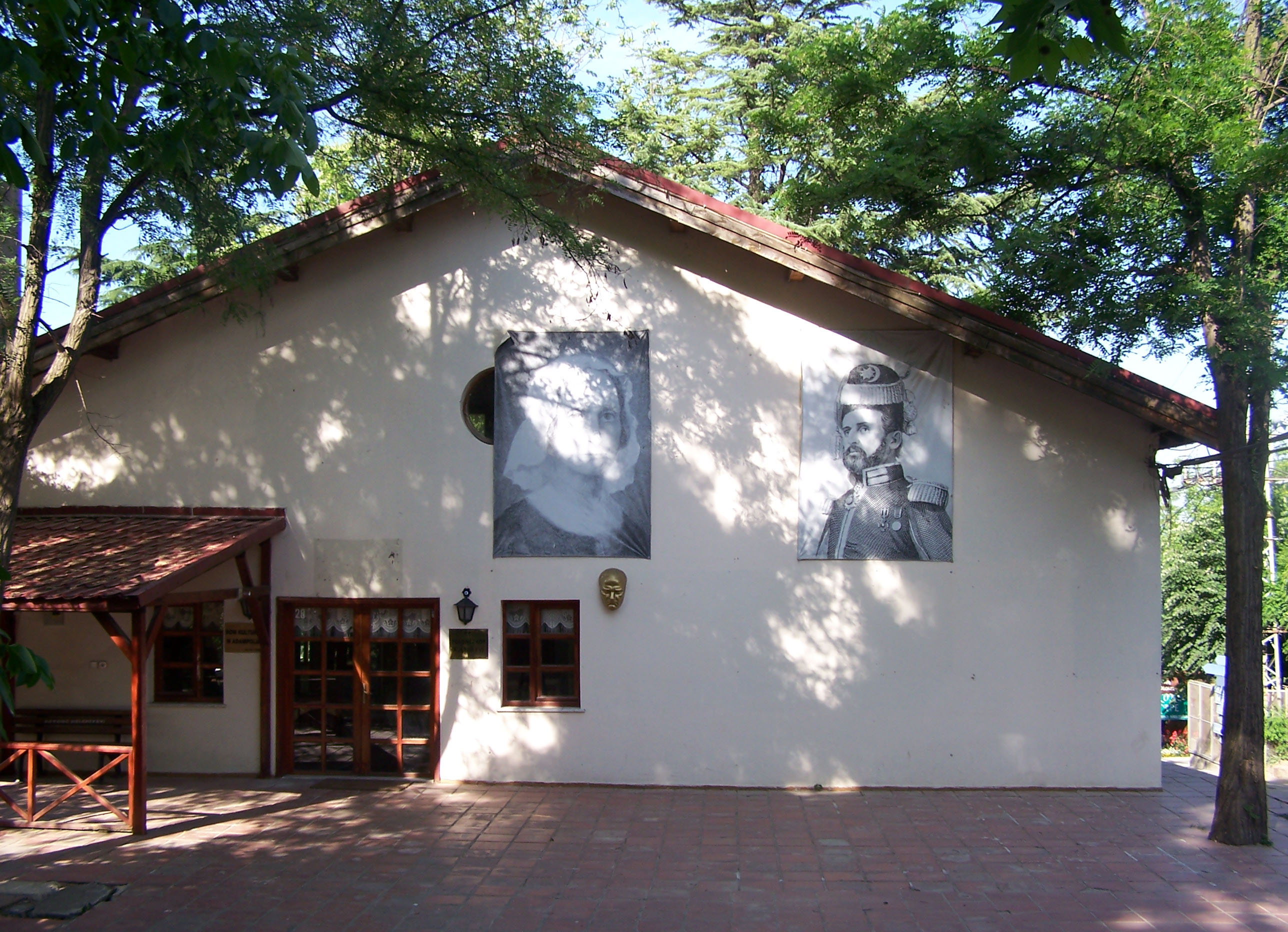
Dom kultury w Polonezköy

- Dom Pamięci Zofii Ryży, gdzie można obejrzeć pamiątki rodzinnego zbioru, stare i nowe fotografie, księgi i dokumenty, wystrój wnętrz[3].
- Kościół pw. Matki Boskiej Częstochowskiej[3].
- Cmentarz[4]: kilka polskich grobów, między innymi miejsce pochówku Ludwiki Śniadeckiej, która była za młodu sympatią Juliusza Słowackiego. 92 inne zabytkowe nagrobki, które zostały odnowione przez Radę Ochrony Pamięci Walk i Męczeństwa.

## Miasta partnerskie
- Tomaszów Mazowiecki
- Zakopane